# 軍記読み
軍記読み（ぐんきよみ）は、江戸時代から流行した大衆演芸の1つ。それまでの軍記物を通俗的に講釈した講談や、文字に起こした小説、さらにはそれを行った芸人（辻講釈や講談師）のことである。軍書読み（ぐんしょよみ）、軍談読み（ぐんだんよみ）ともいう。

## 概要
中国における『三国志演義』『水滸伝』のような講釈・講談の一分野であり、太平記読みなどがよく知られている。扱われる題材としては、上述の『太平記』のほか、『絵本太閤記』『通俗三国志』などがあった。
江戸時代には市中での辻講釈が人気を博し、やがて専用小屋が建てられて常設されるまでになった。